# Spedizione di Buwat
La spedizione di Buwat ebbe luogo nell'ottobre del 623 o nel 2 del calendario islamico, nel mese di Rabi' al-Awwal. Maometto partì con un contingente di 200 uomini per compiere un raid contro le carovane dei Quraysh. Maometto si fermò a Buwat per un po' di tempo e se ne andò senza ingaggiare combattimenti.

## Storia
Circa un mese dopo la spedizione di Waddan, Maometto guidò personalmente duecento uomini, inclusi Muhajir e Ansar, a Buwat, un luogo sulla rotta carovaniera dei predoni Quraysh guidati da Umayya ibn Khalaf. Si credeva che Ibn Khalaf avesse torturato un musulmano di nome Bilal Ibn Rabah e si fosse fortemente opposto all'Islam. Tuttavia, non ebbe luogo alcuna battaglia. Secondo Haykal, Umayya ibn Khalaf prese un'altra strada . Maometto si recò poi a Dhat al-Saq, nel deserto di al-Khabar. Lì pregò e in quel luogo fu costruita una moschea.